# Mitsubishi Outlander
O Outlander é um utilitário esportivo produzido pela Mitsubishi. Foi originalmente conhecido como Airtrek, quando foi introduzido no Japão, em 2001, e foi baseado no ASX (exposto no North American International Auto Show, em 2001).
O Outlander foi modificado desde a grelha frontal e faróis, quando foi introduzido em 2003. Tanto o Outlander como o Airtrek foram produzidos em paralelo posteriormente.

## Primeira Geração
O Airtrek foi introduzido pela primeira vez no mercado Japonês em 20 de Junho de 2001. É oferecida a opção entre o 4G63 2,0 L ou um 4G64 2,4 L GDI, com caixa com a norma INVECS-II 4 velocidades semiautomática. Ambos tinham tracção à frente ou às quatro rodas motrizes. Um modelo de alto desempenho, usando o sistema de tracção às quatro rodas do Mitsubishi Lancer Evolution 4G63T 2,0 L turbo e foi introduzido em 2002.
O Outlander chega em 2003. Equipado com o motor 4G64 “motopropulsor” foi oferecido em primeiro lugar, ao passo que o 4G69 2,4 L SOHC MIVEC I4 produzindo 158 PS (116 kW) e 220 N m (162 ft lbf) e a versão turbo “4G63T” apareceu em 2004. Todos tinham a opção de tracção à frente ou às quatro rodas.
No Chile, foi conhecido como Montero Outlander, a beneficiar de uma associação com a forte venda do Mitsubishi Montero Sport.

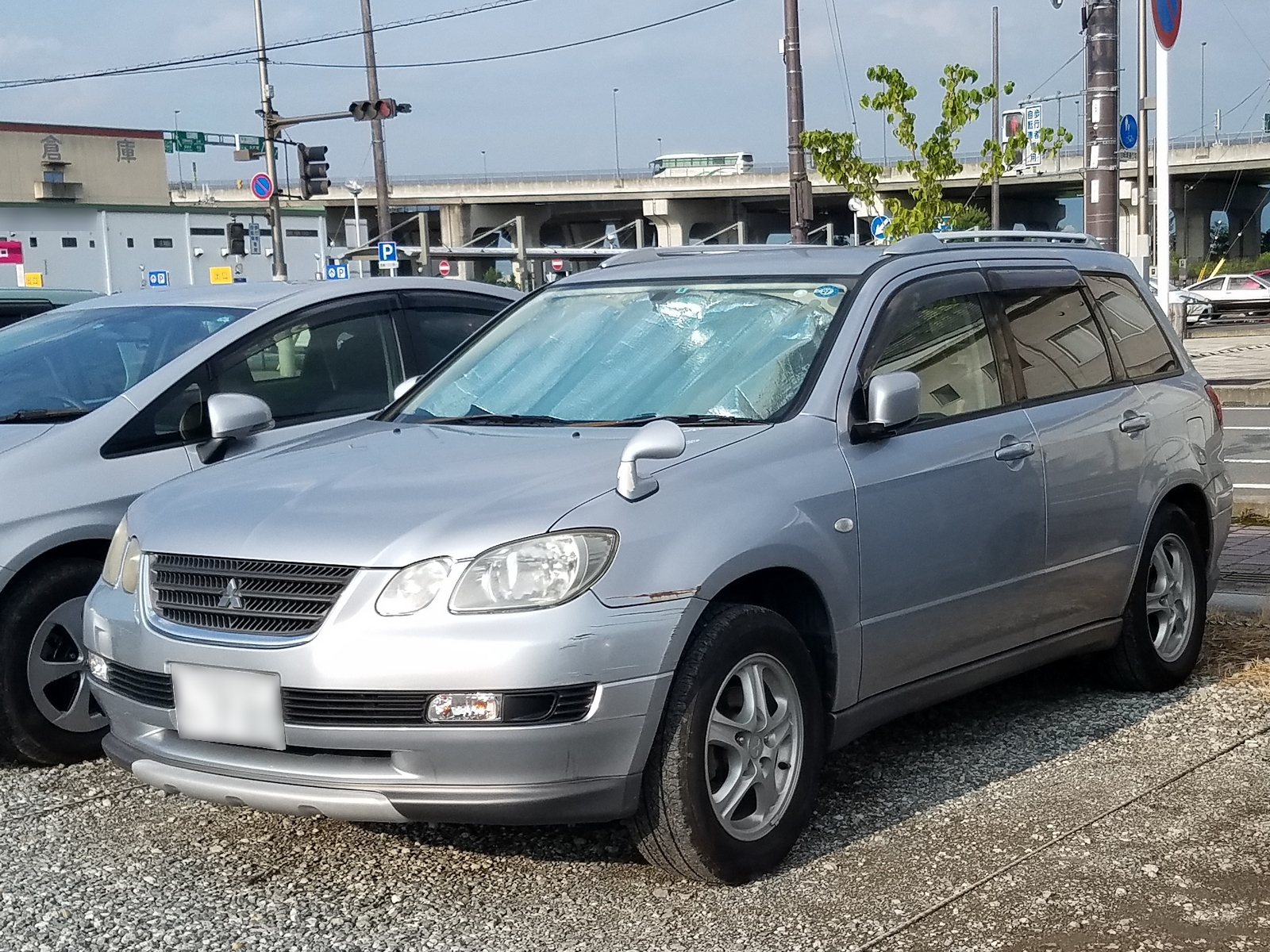
2001 Mitsubishi Airtrek (Japan)

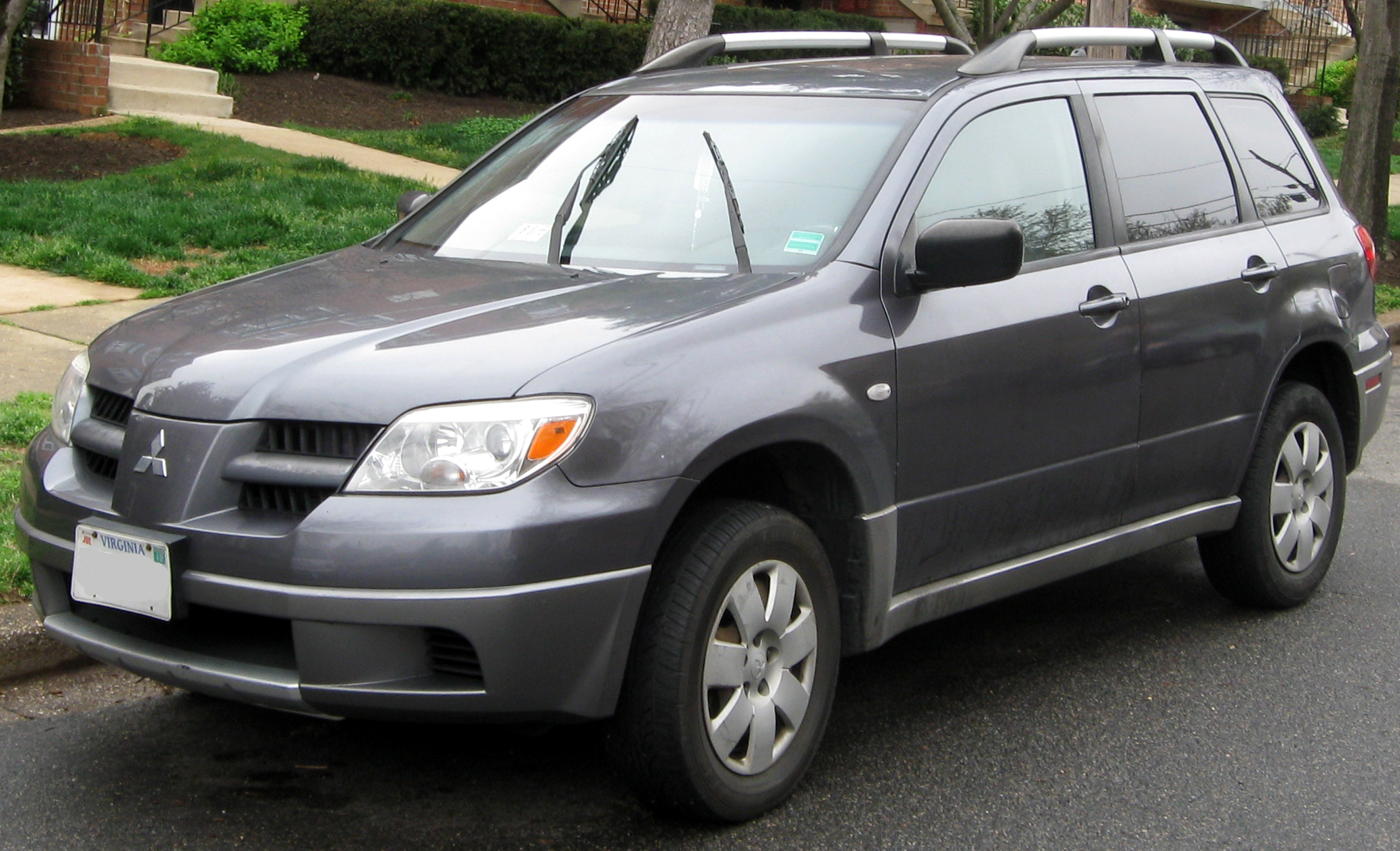
2006 Mitsubishi Outlander

## Segunda Geração
Em 17 de Outubro de 2005, a Mitsubishi lançou a segunda geração do Outlander, soltando o Airtrek no Japão, em favor de aprovar o nome global. Possui um novo motor DOHC 2.4 L 16 válvulas motor MIVEC; INVECS-III transmissão continuamente variável (CVT), Mitsubishi's AWC sistema de recursos controlados electronicamente às quatro rodas e a estabilidade, com uma plataforma Mitsubishi GS. A versão norte-americana, desenvolvido por um recém concebido 6B31 3.0 L V6 SOHC MIVEC mostrado em Abril de 2006, em New York Auto Show antes do seu lançamento, em Outubro do mesmo ano.
No seu mercado doméstico no Japão, foi o melhor SUV nas vendas a partir de Outubro de 2005 a Março de 2006, enquanto que nos E.U. é alcançada 1694 e 2108 as vendas de Novembro e Dezembro de 2006, os dois primeiros meses, foi completo disponível. A Mitsubishi tem a esperanças de pelo menos, 4000 vendas por mês nos Estados Unidos.
No SEMA Show 2007, a Mitsubishi apresenta o Concept Mitsubishi Evolander, equipado com um motor V6. Ainda não há indicação de que a produção foi aprovada.
O Outlander recebeu uma classificação de quatro estrelas no Euro NCAP.
O Novo Outlander, partilha também toda a sua plataforma com os seus irmãos do Grupo PSA o Citroën C-Crosser e o Peugeot 4007. O Outlander começou por ser vendido com uma motorização 2000 DI-D de origem VW, mas já está á venda uma nova motorização diesel de 2200cc de origem PSA o mesmo que equipa os seus irmãos.

## Terceira Geração
A terceira geração do Outlander foi inspirado nos concepts PX-MiEV 1 e 2. Apesar de manter as motorizações Diesel e gasolina, este Outlander traz a novidade da versão PHEV, podendo ser carregado por um tomada normal de casa que dura cerca de 3 a 5 horas para carregar a 100% ou nos carregamentos rápidos que carrega em 30 minutos, 80% das baterias. Foi o primeiro SUV Hibrido plug-in e conseguiu ser o mais vendido dos PHEV durante vários anos.
Após o seu lançamento o Outlander sofreu dois facelift, um em 2016 e outro em 2018.

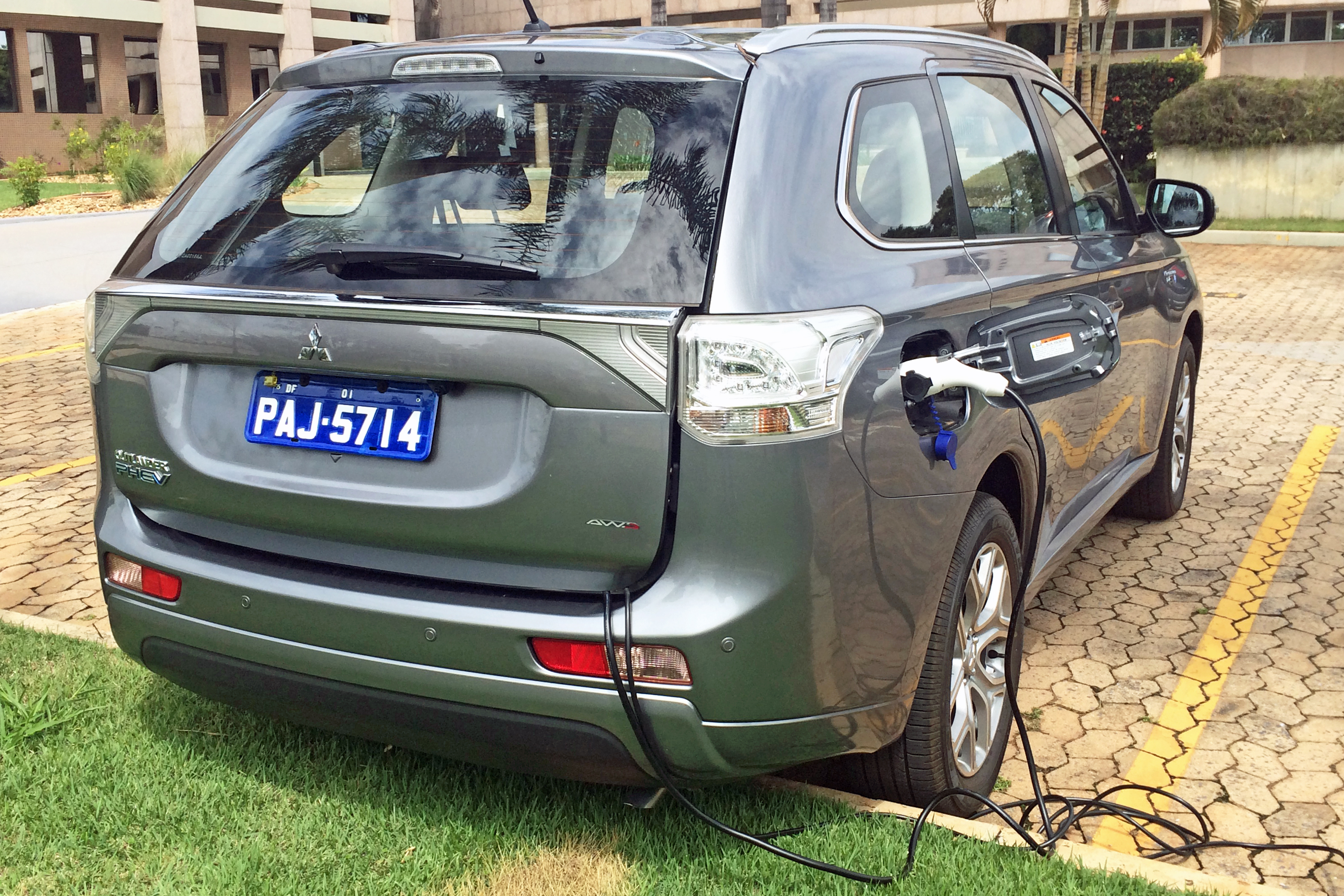
O Mitsubishi Outlander P-HEV híbrido plug-in está disponível no mercado brasileiro.